# Ben Mendes
Benoni Benjamin Cardoso Mendes, conhecido como Ben Mendes, é um advogado, jornalista e criador de conteúdo brasileiro, natural de Contagem, região metropolitana de Belo Horizonte. Tornou-se amplamente conhecido por suas reportagens voltadas à defesa dos direitos do consumidor, veiculadas no quadro Ronda do Consumidor, parte do conteúdo de seu canal no YouTube, conhecido como Ben Mendes TV, e em programas de televisão como Tá na Hora do SBT.

## Carreira
Ben Mendes iniciou sua carreira como advogado, especializando-se em mediação e defesa dos direitos do consumidor. Em 2019, lançou o projeto "Ronda do Consumidor", focado em resolver problemas entre consumidores e empresas por meio de mediação direta, geralmente gravada e divulgada em vídeo. O projeto inicialmente teve alcance regional, mas conquistou visibilidade nacional com a publicação de seus casos no canal "Repórter Ben Mendes" (agora sob outro título) no YouTube, que reúne mais de 1 milhão de inscritos.
Em 2024, o programa foi incorporado ao telejornal Tá na Hora do SBT, ampliando ainda mais seu alcance e solidificando sua relevância no debate público sobre os direitos do consumidor.

### Ronda do Consumidor
O quadro "Ronda do Consumidor", idealizado por Ben Mendes, tem como objetivo principal mediar conflitos relacionados ao consumo, garantindo que os direitos dos consumidores sejam respeitados. Desde sua criação, em 2019, o programa ganhou destaque por abordar casos complexos de maneira direta e prática, buscando soluções por meio de negociação com fornecedores e empresas.
A estrutura do programa baseia-se em denúncias enviadas por consumidores que enfrentaram dificuldades em resolver seus problemas por vias tradicionais, como o Procon ou ações judiciais. A partir dessas denúncias, a equipe do programa investiga os casos, ouve ambas as partes e documenta as interações em reportagens publicadas no canal Ben Mendes TV no YouTube.
O sucesso do quadro também levou à sua incorporação na televisão em 2024, como parte do telejornal Tá na Hora, do SBT. Comparado ao trabalho de outros defensores dos direitos do consumidor, como Celso Russomanno, "Ronda do Consumidor" se consolidou como uma referência na área, com enfoque em soluções imediatas e amplificação das queixas por meio das redes sociais.

### Controvérsias
Ben Mendes esteve envolvido em polêmicas relacionadas ao seu trabalho jornalístico. Em 2021, durante a gravação de uma reportagem em Contagem (MG), chamou uma advogada de "desqualificada e desconhecedora da legislação pátria". A declaração resultou em uma condenação por danos morais e a exclusão dos vídeos relacionados ao caso. Mendes argumentou que a expressão era genérica, mas a Justiça entendeu que houve excesso.
Em outro episódio de destaque, em 2023, Mendes denunciou o furto de joias avaliadas em R$ 16 mil de sua residência. Ele investigou o caso por conta própria, identificando o suspeito e localizando as peças em uma joalheria de Belo Horizonte. No entanto, relatou negligência por parte da Polícia Civil ao lidar com o caso, que recebeu ampla cobertura da mídia.
A Justiça mineira determinou a exclusão dos vídeos em que Mendes expunha o caso, decisão que foi posteriormente revertida pelo Supremo Tribunal Federal. O STF considerou que o conteúdo era de interesse público e fundamentado em provas, defendendo a liberdade de expressão.

## Formação acadêmica
Ben Mendes é bacharel em Direito pela Pontifícia Universidade Católica de Minas Gerais (PUC Minas), onde apresentou seu trabalho de conclusão de curso intitulado "A Prisão por Desacato em Desconformidade com o Estado Democrático de Direito".
Foi aprovado no 39º Exame de Ordem Unificado da Ordem dos Advogados do Brasil (OAB) em fevereiro de 2024.